# Список спортивных аэродромов России
| Наименование аэродрома                  | Индекс      | ВПП (длина и ширина)     | Эксплуатант |
| --------------------------------------- | ----------- | ------------------------ | --- |
| Алферьево                               | ЬУОА        | 900х100                  | Учебно-авиационная база «Алферьево» Московского авиационного института |
| Арсеньев                                | УХВА        | 1300x28                  | Арсеньевский АСК ДОСААФ |
| Аткарск                                 |             |                          | Аткарский УАЦ (закрыт) |
| Астрахань (Осыпной Бугор)               | ЬРАБ        | 500х50                   | Астраханский АСК ДОСААФ |
| Астрахань (Три Протока)                 | ЬРАР        | 500х50                   | Астраханский АСК ДОСААФ |
| Бабино                                  | УВГИ        | 1000х60                  | Аэроклуб «Бабино» |
| Барнаул (Лесной)                        | ЬНБН        | 750х60                   | Барнаульский АСК ДОСААФ |
| Бердск - Центральный                    | ЬННБ        | 400х40                   | ДОСААФ |
| Благовещенск (Тамбовка)                 |             | 900х200                  | Благовещенский АСК ДОСААФ |
| Белгород (Томаровка)                    | ЬУОП        | 650x100                  | Белгородский АСК ДОСААФ |
| Брянск (Бежица)                         | ЬУББ        | 800х100                  | Брянский АСК ДОСААФ |
| Белевцы                                 | УРКЫ        | 1300x30                  | Авиационная компания СВАРОГ |
| Большое Грызлово                        | УУДГ / UUDG | 715х20, 1200х40          | ФИНАМ aero |
| Боровичи                                | УЛНБ        | 1300х40                  | АТСК г. Боровичи |
| Бузулук                                 | ЬВОБ        | 1000х100                 | Бузулукский АТСК (ранее - Бузулукский УАЦ) |
| Ватулино                                | УУМВ / UUMW | 732×61                   | ООО «Авиационный комплекс «Руза», АНОО АСК «Аэроклассика» |
| Великие Луки                            | УЛОЛ        | 1422х40                  | Великолукский АСК ДОСААФ |
| Верхнее Санчелеево                      | УВВЕ        | 1000х100                 | Тольяттинский АСК ДОСААФ (Самарская область) |
| Вихрево                                 | УЛОЛ        | 1422х40                  | АТСК «Пересвет» |
| Владивосток (Новонежино)                |             |                          | Приморский АТСК ДОСААФ |
| Владикавказ (Беслан)                    | УРМО        | 3000х45                  | Владикавказский АСК ДОСААФ |
| Владимир (Семязино)                     | УУБЛ        | 1910x42                  | Владимирский АСК ДОСААФ |
| Волгодонск (Романовская)                | ЬРРВ        | 1000х100                 | Ростовский АСК ДОСААФ |
| Волгоград (Бекетовка)                   | ЬРВБ        | 1500х40                  | Волгоградский АСК ДОСААФ |
| Волжский (Средняя Ахтуба)               | ЬРВА        | 2000х100                 | Волгоградский АСК ДОСААФ |
| Вологда (Труфаново)                     | ЬЛВТ        | 1000х100                 | Вологодский АСК РОСТО |
| Воронеж (Гремячье)                      | ЬУОГ        | 2000х80                  | НОУ Воронежский АСК ДОСААФ |
| Вязники (Северный)                      | ЬУДЙ        | 800x100                  | |
| Вязьма (Двоевка)                        | ЬУМР        | 2000x50                  | Вяземский УАЦ |
| Гатчина (Сиворицы)                      |             | 1800x100                 | Гатчинский АСК ДОСААФ |
| Георгиевка                              |             | 500x30                   | АСК «Небесные дороги» (Самарская область, Кинельский район) |
| Головино                                |             | 870x100                  | Томский АСК ДОСААФ |
| Добрынское                              | ЬУДД        | 1800x80                  | |
| Егорьевск (Шувое)                       | ЬУМГ        | 580х38, 1200х200         | Первый московский областной аэроклуб РОСТО |
| Екатеринбург (Логиново)                 | ЬССЛ        | 2500x80,800x50           | Екатеринбургский АСК ДОСААФ |
| Ессентуки                               | УРМЕ        | 1400х100                 | Ессентукский АСК ДОСААФ |
| Иваново (Ясюниха)                       | ЬУДН        | 700x60                   | Ивановский АСК ДОСААФ |
| Ижевск (Пирогово)                       | ЬСПИ        | 800х50                   | |
| Иркутск (Оёк)                           | ЬИИО        | 1000х80                  | Иркутский АСК ДОСААФ |
| Ишим                                    | УСТМ        | 1000х100                 | Ишимский АСК ДОСААФ |
| Йошкар-Ола (Павлово)                    |             |                          | Йошкар-Олинский АСК ДОСААФ |
| Казань (Балтаси)                        | ЬВКБ        | 1000х200                 | ЦАК Республики Татарстан |
| Казань (Куркачи)                        | ЬВКР        | 2200х110                 | ЦАК Республики Татарстан |
| Калуга (Грабцево)                       | УУБЦ        | 2200x45                  | Калужское авиационное лётно-техническое училище ДОСААФ |
| Кемерово (Северный)                     | ЬНКМ        | 650х80                   | Кемеровский АСК ДОСААФ |
| Кимры (Борки)                           | УУЕИ / UUEI | 1415х40,1500х60          | Национальный аэроклуб России имени В. П. Чкалова |
| Киржач                                  | ЬУМЖ / XUMV | 1800x70                  | ОАО «НИИ парашютостроения» ООО «Небо региона» |
| Киров (Порошино)                        | ЬСКП        | 800х200,850х200          | |
| Козельск                                | ЬУБИ        | 520x50                   | |
| Коломна (Коробчеево)                    | ЬУМК        | 1600х150                 | АНО АТСК ДОСААФ "Аэроград Коломна" им М.В.Водопьянова |
| Краснодар (Свободный)                   |             | 500х15                   | Некоммерческое партнёрство малой авиации «Свободный» |
| Краснодар (Центральный)                 | ЬРКЛ        | 2512х40                  | Краснодарский АСК ДОСААФ |
| Красноярск (Манский)                    | УНКМ        | 1300х120,1300х120,650х30 | Красноярский АСК ДОСААФ |
| Красный Яр                              | УВВЯ        | 1800х60, 400х20          | Аэроклуб Михаила Еманова (Самарская область) |
| Кубинка                                 | УУМБ        | 2500x80                  | НОУ Кубинский АТСК ДОСААФ |
| Кудиново                                | УУВК        | 700х19                   | Авиационный комплекс «Кудиново» (Калужская область, Малоярославецкий район) |
| Кумертау (Воротыновка)                  | ЬВОК        | 1801х100                 | Кумертаусский АТСК ДОСААФ |
| Куммолово                               |             | 771х40                   | Сосновоборский аэроклуб |
| Курган (Логовушка)                      | ЬСУЛ        | 1000x100                 | Курганский АСК ДОСААФ |
| Курск (Рыжково)                         | ЬУОС        | 800x60                   | Курский АСК ДОСААФ |
| Куртамыш                                | ЬСУК        | 1500x100,700x100         | НОУ Куртамышский АТСК ДОСААФ |
| Липецк (Грязи)                          | ЬУВГ        | 2000x160                 | |
| Магадан (Сокол)                         |             |                          | Магаданский АСК ДОСААФ |
| Магнитогорск (Зеленое Поле)             | ЬСЦН        | 900x100,800x100          | |
| Майкоп (Октябрьский)                    | ЬРКМ        | 800х60                   | Майкопский АСК ДОСААФ |
| Махачкала-1 (Нивное)                    | ЬРМР        | 1200х60,1200х60          | Махачкалинский АСК ДОСААФ |
| Москва (Чёрное)                         | ЬУМХ        | 925x65                   | Московский АРЗ РОСТО Архивная копия от 30 октября 2020 на Wayback Machine |
| Мензелинск                              | УВКП        | 1300х40                  | Мензелинский филиал ЦАК РТ ДОСААФ |
| Мурманск (Мурмаши)                      | ЬЛМН        | 550х40,800х60            | |
| Мячково                                 | УУБМ        | 1402x35                  | ОАО «Мячковские авиационные услуги» |
| Нижний Новгород (Богородск)             | ЬУДК        | 1000x60                  | НОУ "Нижегородский областной аэроклуб им. П.И. Баранова" |
| Нижний Тагил (Быньги)                   | ЬССТ        | 1200x200,950x150         | Нижне-Тагильский АСК ДОСААФ |
| Новосибирск (Бердск)                    | ЬННБ        | 400х40                   | НОУ Новосибирский АСК ДОСААФ |
| Новосибирск (Мочище)                    |             | 1800х60                  | Региональная общественная организация спортивной авиации |
| Омск (Калачёво)                         |             | 760х40                   | Омская региональная федерация сверхлегкой и легкой авиации |
| Омск (Марьяновка)                       | ЬНОМ        | 2190х40,850х40           | Омский аэроклуб ДОСААФ |
| Орёл (Пугачёвка)                        | ЬУОЕ        | 900x100,1000x100         | Орловский АСК ДОСААФ |
| Тульская область (Пахомово)             |             |                          | 2й Московский аэроклуб (2 МАК) |
| Орск (Гудрон)                           | ЬВОР        | 1700х100,800х60,600х60   | Орский АСК ДОСААФ |
| Пенза (Сосновка)                        | ЬВПО        | 1000х80, 600х400         | Пензенский АСК ДОСААФ имени Героя Советского Союза В.С. Гризодубовой |
| Первый Хомустах                         |             | 550x40                   | АТСК «ОСА» |
| Пермь (Фролово)                         | ЬСПФ        | 1000x80,600x80           | Пермский авиаспортклуб ДОСААФ имени Героя Советского Союза В. Ф. Полуновского. |
| Петрозаводск (Деревянное)               | ЬЛПД        | 800х200                  | |
| Петропавловск-Камчатский (Елизово)      | УХПП        |                          | Камчатский АТСК ДОСААФ |
| Подольск (Дубровицы)                    | ЬУМП        | 1000x60,600x60           | Закрыт и застраивается |
| Псков (Шабаново)                        | ЬЛЛБ        | 600х60                   | |
| Аэродром Путилово (п.п. Северный ветер) | УЛСВ        | 1000х40                  | РОО "Федерация парашютного, самолётного и вертолётного спорта Ленинградской области" |
| Рождествено                             | ЬВВД        | 721x40                   | Аэроклуб филиала ФАУ МО РФ ЦСКА – ЦСК ВВС |
| Ростов-на-Дону (Азов)                   | ЬРРА        | 1000х100                 | Ростовский АТСК |
| Ростов-на-Дону (Ольгинская)             | УРРЬ        | 600x25                   | Некоммерческое партнерство (Ассоциация) по развитию авиа-моторного спорта «Звезда» - управляющая организация аэроклуба. Базирующиеся лётные организации: Аэроклуб "Доступное небо"; Аэроклуб "Skydon" (Скайдон); Аэроклуб "DZK Skydive Rostov" (ДЗК Скайдайв Ростов). |
| Рыбинск (Южный)                         | ЬУДР        | 1000x70                  | Рыбинский АСК ДОСААФ |
| Рыдома                                  | ЬУБЗ        | 700x400                  | Закрыт |
| Самара (Бобровка)                       | ЬВВО        | 2500x40                  | НОУ Самарский областной АСК ДОСААФ |
| Санкт-Петербург (Горская)               |             | 800х60,550х40            | Санкт-Петербургский АСК ДОСААФ |
| Саранск (Лямбирь)                       |             |                          | Саранский АСК ДОСААФ |
| Саратов (Дубки)                         | УВСЗ        | 600x50                   | Саратовский аэроклуб (недоступная ссылка), АСК "Волга-Авиа" |
| Северка                                 |             | 520x20                   | ООО «Агро-Авиа» - управляющая организация аэроклуба Базирующиеся лётные организации : АНО «Авиацентр „Высота“» Авиакомпания «ЧелАвиа» (московский филиал) Аэроклуб КВС Аэроклуб «Алпина-Авиа» Архивная копия от 22 мая 2012 на Wayback Machine                        |
| Серпухов (Дракино)                      | ЬУМС        | 1200x400,1500x400        | Серпуховский АСК ДОСААФ, Московский областной аэроклуб ДОСААФ, Аэроклуб "Прометей". База сборной команды России по высшему пилотажу |
| Сиверский                               | УЛЛС        | 2500х50                  | Гатчинский АСК ДОСААФ |
| Слободка                                | ЬУМЙ / XUMJ | 1100x100                 | АТСК «Стриж» ДОСААФ |
| Смоленск (Южный)                        | УУБС        | 1600х39                  | Смоленский аэроклуб ДОСААФ «Полёт» |
| Ставрополь (Хуторская)                  |             | 700х40                   | Ставропольский аэроклуб ДОСААФ |
| Ступино                                 |             |                          | Центральный Аэроклуб ДОСААФ им.В.П.Чкалова |
| Суховка                                 |             | 660x30                   | Авиакомпания "Евразия". Сайт аэродрома |
| Сызрань (Репьёвка)                      | ЬВВР        | 655x100                  | |
| Сыктывкар (Коччойяг)                    | ЬУЫТ        | 600х50                   | |
| Тамбов (Горелое)                        | ЬУОН        | 900x100                  | Тамбовский Аэроклуб. Временно по вине начальника не осуществляет выброску парашютистов |
| Тверь (Змеёво)                          | УУБН        | 750x45                   | Тверской областной АСК ДОСААФ им. М.М.Громова |
| Томск (Головино)                        | ЬННГ        | 1000х100                 | Томский АСК ДОСААФ |
| Торжок                                  | ЬУЕТ        | 528x32,522x32            | |
| Тула (Волынцево)                        | ЬУБО        | 1000х100                 | |
| Тула (Мясново)                          | ЬУБМ        | 800х100                  | |
| Тюмень (Ялуторовск)                     | ЬНТЛ        | 700х40,500х40            | |
| Ульяновск (Белый Ключ)                  | ЬВВН        | 1500x100                 | ПОУ Ульяновский аэроклуб ДОСААФ |
| Уфа (Забельский)                        | ЬВУУ        | 800x100                  | ЦАК Республики Башкортостан ДОСААФ |
| Уфа (Первушино)                         | УВУО        | 1209x24                  | АНО ДПО «Уфимский учебно-методический центр малой авиации» |
| Фешково (Бежаницы)                      |             | 500x40                   | возм. Лукиавиатранс, Великолукский АСК ДОСААФ |
| Хабаровск (Динамо)                      | ЬХХД / XHHD | 800х60                   | Хабаровский АСК ДОСААФ |
| Холодногорский                          | ЬРМХ        | 2000х50,1800х40          | |
| Чебоксары (Синьялы)                     | УВКС        | 2512x49                  | Чебоксарский АСК ДОСААФ |
| Челябинск (Калачёво)                    | ЬСЦВ        | 1800x80                  | Челябинский АСК ДОСААФ |
| Череповец                               | УЛВЦ        | 2523х42                  | Череповецкий АСК ДОСААФ |
| Чехов (Волосово)                        | ЬУМВ        | 600х100                  | Московский Городской Объединенный АэроКлуб |
| Чита (Каштак)                           | ЬИАТ        | 1000х80,1000х50          | Читинский АСК ДОСААФ |
| Шахты                                   | УРРХ        | 500х100                  | Шахтинский АРЗ ДОСААФ |
| Энем                                    | ЬРКД        | 900х100                  | Краснодарский спортивный авиационно-парашютный клуб ДОСААФ |
| Южно-Сахалинск (Старорусское)           |             |                          | Южно-Сахалинский АСК ДОСААФ |
| Якутск (Покровск)                       |             |                          | Якутский АСК ДОСААФ |
| Ярославль (Карачиха)                    | ЬУДА        | 700х50                   | Ярославский АСК |

## Сокращения
АРЗ — авиационно-ремонтный завод

АСК — авиационно-спортивный клуб

АТСК — авиационно-технический спортивный клуб

НОУ — некоммерческое образовательное учреждение

РОСТО — Российская оборонная спортивно-техническая организация

УАЦ — учебный авиационный центр

ЦАК — центральный аэроклуб